# Nikólaosz Jeorgandász
Nikólaosz P. Jeorgandász (görögül: Νικόλαος Π. Γεωργαντάς; Sztenó, Árkádia prefektúra, Peloponnészosz, 1880. március 12. – Athén, 1958. november 23.) olimpiai bronzérmes görög atléta, kötélhúzó. Az 1906-os nem hivatalos olimpián 3 érmet is szerzett atlétikában.
Részt vett az 1904. évi nyári olimpiai játékokon, ahol a görög csapattal kötélhúzásban is részt vett. Rajtuk kívül még négy amerikai és egy dél-afrikai csapat indult. A negyeddöntőben az amerikai Southwest Turnverein of Saint Louis No. 1 csapattól kaptak ki, így a görög csapat be is fejezte az olimpiai versenyt.
Ezen az olimpián elindult még kettő atlétikai dobószámban, súlylökésben és diszkoszvetésben. Utóbbiban bronzérmes lett.
Az 1906. évi nyári olimpiai játékokon már csak atlétikában versenyzett. Ekkor is csak dobószámokban indult. Kőhajításban aranyérmes, diszkoszvetésben és antik stílusú diszkoszvetésben ezüstérmes lett. Ez az olimpia ma már nem számít hivatalosnak, így az elért eredményei és érmei nem hivatalosak.
Az 1908. évi nyári olimpiai játékokon is elindult dobószámokban: súlylökésben, diszkoszvetésben, antik stílusú diszkoszvetésben és szabadstílusú gerelyhajításban. Érmet nem nyert.
1921-ben az Amerikai Egyesült Államokba emigrált.